# Sid Wilson
Sid Wilson, właśc. Sidney George Wilson (ur. 20 stycznia 1977 w Des Moines) – amerykański DJ, klawiszowiec, raper i pianista. Jest członkiem zespołu metalowego Slipknot, w którym pełni rolę turntablisty.
Jego rodzice są z pochodzenia Anglikami.
Na pięściach posiada tatuaże tworzące napis „Must Kill”, a zainspirowany tym Max Cavalera nazwał tymi słowami piosenkę na płycie Inflikted z 2008 projektu Cavalera Conspiracy.
Od 1999 roku przyjaźnił się z Kelly Osbourne, którą poznał podczas występu na scenie. W styczniu 2022 roku oboje ujawnili, że łączy ich bliższa relacja uczuciowa, a pod koniec 2022 roku urodził się ich syn, Sidney.

## Instrumentarium
- 2 technics SL1200MKII turntables[7]
- Vestax mixers[7]
- Sony MDR-V700DJ Headphones[7]

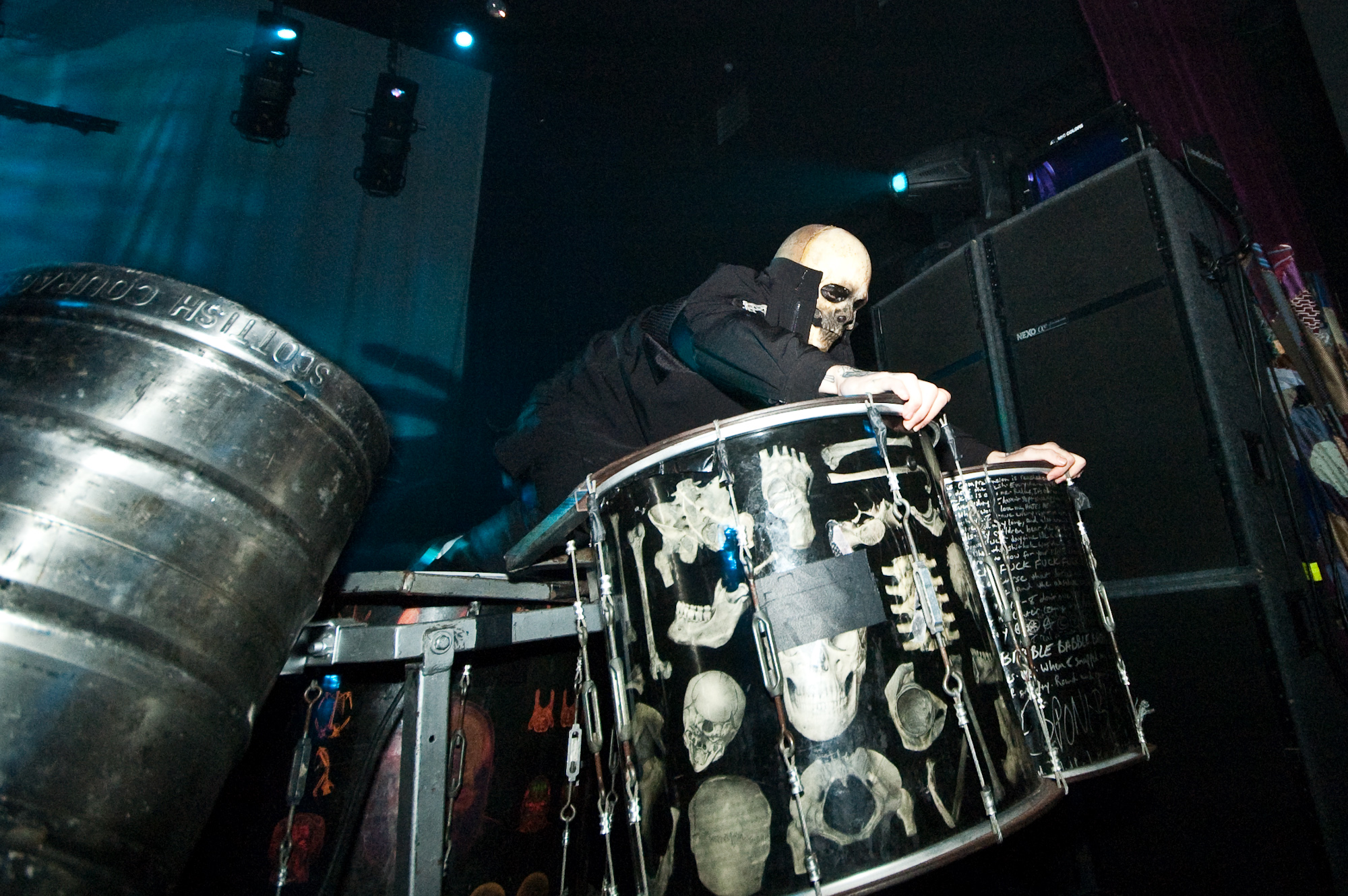
Sid Wilson podczas koncertu z zespołem Slipknot w 2005 roku

- Rane 10" TTM4 mixer oraz Roland DJ 1000 lub 3000 10"[7]
- 19" mixer i Shure M447 needles[7]
- KP2 KAOSS Pad 2 digital effect/controller[7]
- Digitech Whammy 4 pedal[7]
- Line 6 PODxt Live Guitar Multi Effect Pedal Board[7]

## Dyskografia
- Sid (2011)[8]

## Filmografia
- We Sold Our Souls for Rock 'n Roll (2001, film dokumentalny, reżyseria: Penelope Spheeris)[9]